# Depot von Naumburg
Das Depot von Naumburg (auch Hortfund von Naumburg) ist ein Depotfund der frühbronzezeitlichen Aunjetitzer Kultur (2300–1550 v. Chr.) aus Naumburg (Saale) im Burgenlandkreis (Sachsen-Anhalt). Das Depot befindet sich heute im Landesmuseum für Vorgeschichte in Halle (Saale). 

## Fundgeschichte
Das Depot wurde um 1937 an der Eisenbahnstrecke von Naumburg nach Zeitz beim Abschachten einer Baugrube gefunden.

## Zusammensetzung
Das Depot war in einem Keramikgefäß niedergelegt worden, das nicht aufgehoben wurde und über dessen genaue Form keine Informationen vorliegen. Das Gefäß enthielt 13 Bronzegegenstände: eine Prunkaxt, vier Randleistenbeile, zwei Bruchstücke von Randleistenbeilen, ein Dolchgriff, ein zungenförmiger Barren, eine zerbrochene Manschette, ein Bruchstück einer Manschette und zwei schwere ovale offene Ringe.
Die Prunkaxt besteht aus einem Beil, das zusammen mit einem Schaftteil gegossen wurde, welches einen sowohl nach oben als auch nach unten stark ausladenden Nacken aufweist und unten in der ringförmigen Umschließung des (vergangenen) Holzschaftes endet.
Der Dolchgriff gehört zu einem Vollgriffdolch. Er besitzt einen gewölbten Knauf, eine Griffsäule mit ovalem Querschnitt und ein halbrundes Heft mit dreiviertelkreisförmigem Ausschnitt. Das Heft weist drei Nietlöcher zur Befestigung einer Klinge auf. Die Griffsäule ist mit sieben Gruppen aus waagerechten Rillen verziert, der Knauf mit einem Kreuz aus Rillengruppen.
Der Barren weist eine flache Unterseite und eine leicht gewölbte Oberseite auf.
Die Manschetten sind geschlossen und von zylindrischer Form. Sie weisen ein Dekor aus Querrippen auf.
Die Ringe besitzen quergerippte Enden.